# トム・アンダーソン (フィドラー)
トム・アンダーソン (Tom (Tammy)(Thomas James) Anderson MBE、1910年8月29日-1991年9月20日)は、スコットランド シェトランド諸島のフィドル奏者。音楽教師、作曲家であり、チューン(Tune)の収集家であった。
彼は "シェトランドにおけるフィドルの歴史全体における最大の偉人"(...the most prominent personality in the entire history of Shetland fiddling) と言われている。

## 少年時代
1910年8月29日にシェトランド本島の北端に近いエッシャネス(Eshaness)のMoorfieldにて、トムはジェームズ・アンダーソン (James Anderson、1879年9月26日-1956年12月28日)と彼の妻Harriet Margaret Johnson (1882年4月24日-1947年12月23日)の長男として生まれた。
音楽好きの家庭に育ち、彼は祖父からフィドルを習った。十代の頃は地元en:Northmavine半島一帯で結婚式やダンスのバンドで演奏していた。

## 成人後
学校を出た後に彼はこの地域の中で、漁業、灯台(Eshaness Lighthouse)建設補助、捕鯨基地での労働といった様々な仕事に就いた。 
一方でラジオに夢中になって、自分で組み立てたラジオのセットを地元で売り、電池の充電サービスを行った。 
1929年12月10日、彼はEsha Nessの教師バーバラ・モリソン(Barbara Morrison、1901年10月17日-1969年1月23日)と地元のen:Ollaberry United Free Churchで結婚した。
(なお、彼らは一子ジェームズ・ジョン・ローレンス(James John Laurence)を設けたが生後5週間でジェームズは早世している。)
1933年、彼はパール保険会社(Pearl Assurance Company)のNorthmavine半島担当の徴収者となり、1936年にラーウィックに引っ越した。 
当時、彼はスコットランドとシェトランド両者にわたる幅広いレパートリーを持つ優れたフィドル奏者であった。
彼はすぐにアマチュアのラーウィック管弦楽団(Lerwick Orchestra)に参加しあるいは折々のダンスバンドでの演奏に入り、ラーウィックの音楽団体に存在を現した。
1939年に第二次世界大戦が始まったとき、トムはラジオへの興味から高じてイギリス空軍(RAF)に入り、最終的にレーダー整備士となって彼はインドに赴任した。
現地でインドの伝統音楽の多くの形態と接触したことを通じて彼は、シェトランドの伝統として残るフィドル音楽の保存のため(復員および1945年となる帰郷の後に)個人的な運動を始める着想を得た。
1945年にシェトランド民俗協会(en:Shetland Folk Society)がシェトランドの伝承と伝統を保護するため結成され、彼は主要な音楽収集家の一人、および、伝統音楽バンドの指導者となった
1948年に彼はアイルズバラ・ダンス・バンド(Islesburgh Dance Band)を始め、彼の転機の都市である1960年の段階ではまだ指導者である(1968年解散)共に、ラーウィック・ブラスバンド(Lerwick Brass Band)でチューバを吹いていた。 
この1960年は、シェトランドで四半期で開催されるShetland Hamefarin(帰省) の第一回にあたる。 このShetland Hamefarinは百を超える島外在住のシェトランド人が組織的に帰省し、同時にTomが本当に公の場に引っ張り出した。
普段島外に住む人たちに向けた娯楽の一部として、巨大で変化に富んだコンサートがラーウィックで企画され、その場に伝統的なフィドル音楽が求められた。
コンサートは前年の冬に集まり練習を行いトムが指導した、選ばれた40人の ‘massed fiddlers fae aa ower’によって開かれた。
シェトランドの他のどのミュージシャンもそのような知識も経験の広がりを持っていなかったので、彼は自然と massed Hamefarin Fiddlers の主催者となっていった。  
彼らは地元の聴衆の想像をかきたて、そして、地元のコンサートに大きな需要があることがわかった。
その結果は1960年6月29日ラーウィックのアイルズバラ・ハウス(Islesburgh House)における、シェトランド・フィドラーズ・ソサイエティ(en:Shetland Fiddlers' Society)の結成であり、彼らの最初の業績の１つはその年8月のイギリス女王エリザベス2世とエディンバラ公フィリップ王配のための演奏だった。
女王とエディンバラ公の訪問期間中に彼らは、BBCのリポーターマグナス・マグナソン(en:Magnus Magnusson)によってフォーティー・フィドラーズ(en:the Forty Fiddlers)と命名されデビューした。
その夏以来、ほとんど毎週の水曜夜に集まって伝統的および現代のシェトランドのチューンのレパートリーを練習していた。
トムは1980年までの20年間、シェトランド・フィドラーズ・ソサイエティの指導者となった。実際のところ、当時彼は非常に多忙な男だった。
彼は25年の間音楽を徹底的に収集してきて、シェトランド民俗協会のために曲集を編纂していた。
アリ・ベイン(en:Aly Bain)はたくさんいるトムの弟子の最初の人物であるが、トムは後進の育成にも力を入れていた。
1970年からは、トムは教育課程の一部としてシェトランドの学校でフィドルが教えられるように運動を行った。
トムは1971年に長年勤めたパール保険会社を退職したがその翌年1972年、彼はシェトランドの教育制度における最初の公的なフィドルの指導者として意義深い任命を受けた。。
1970年代を通じて彼は、特に北部諸島 (イギリス)において、若いフィドル奏者たちを育てていった。

## 評価
伝統音楽における彼の仕事への情熱はスコットランド伝統音楽の世界でよく知られたものとなり、1977年の 大英帝国勲章(MBE)の授与によって広く認知された。 
彼はシェトランドの外でも教えた、彼の最初のフィドル伝統奏法についてのサマースクールクラスは1978年にスターリング大学で開催された。 
1981年に彼はスターリング大学から、伝統音楽への彼の貢献を認めた名誉称号として博士号を授与された。
ラーウィック周辺の彼の弟子のグループは1980年頃にシェトランドにて 'Tammy’s Peerie Angels'としてデビューして地元のいくつかのコンサートに出たのち程なく、よりふさわしい Shetland’s Young Heritage の名を得た。 
今彼らはシェトランド・ヘリテイジ・フィドラーズ(Shetland's Heritage Fiddlers)として活動している。
これまで彼らは、トムの言葉‘all around the world and at many other places!’を引用するように演奏している。

## 作曲
若い頃からトムはフィドルのチューンを作曲しており、最も早いものでは1936年から亡くなる1988年7月まで、彼の生涯を通じて300以上の旋律を書いた。
おそらく彼の一番良く知られた曲は、彼の生まれ育った地エッシャネスの過疎化にインスピレーションを受けたスロー・エア(en:Air (music))の Da Slockit Light (消えゆく灯り) である。
弟子の一人によって1970年にテープ録音されたインタビューでトムはこのように話している。
```
I was coming out of Eshaness in late January, 1969, the time was after 11 pm and as I looked back at the top of the hill leading out of the district, I saw so few lights compared to what I remembered when I was young. As I watched, the lights started going out one by one. That, coupled with the recent death of my wife, made me think of the old word ‘Slockit’ meaning, a light that has gone out, and I think that is what inspired the tune
私は1969年1月の後半、エッシャネスを出た。時刻は11時過ぎ、集落の外に通じる丘の上を見上げたがそこには私が若かったころと異なりほとんど灯りが見えなかった。そして私が見ている時に、そのわずかな灯りが1つ1つ消え始めていった。これは私の妻がつい数日前に亡くなったことと重なり、灯りが消え行くさまを意味する古い言葉 ‘Slockit’を思い起こさせた。これが
Da Slockit Light
のインスピレーションだと思う。
```

彼は生涯に以下の3つの曲集をまとめる形でたくさんのチューンを世に送り出した。
- Haand me doon da Fiddle(1979年)
- Gie's an A(1995年)
- Ringing Strings(1983年、Ringing Stringsはシェトランドのフィドル音楽の特徴の１つとされる重音奏法)

また、シェトランド民俗協会のために編纂された Da Mirrie Dancers(1970年、Tom Georgesonとの共編)にもいくつかトムのチューンが収録されている。

## 死と遺産

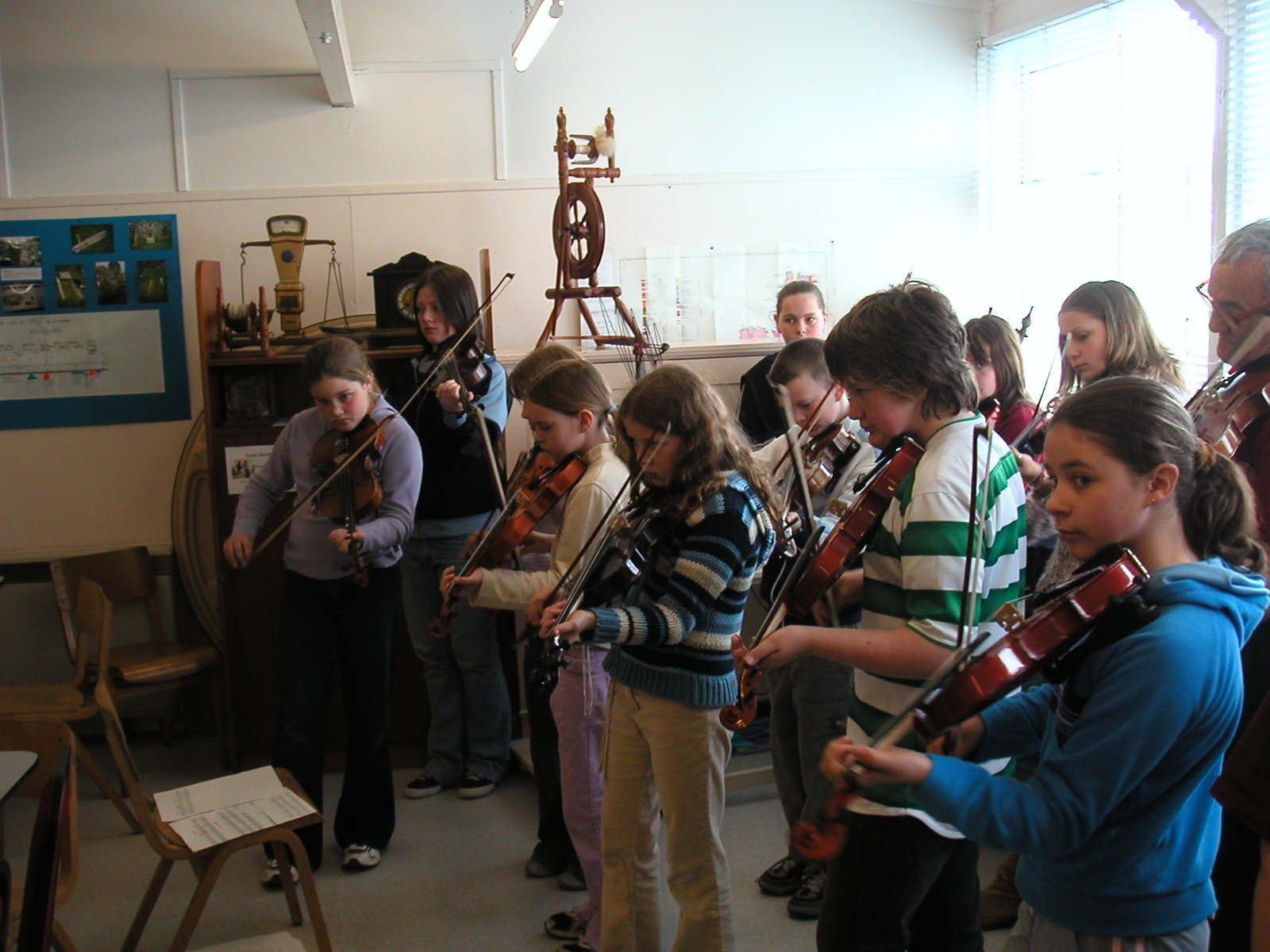
シェトランドの学校でのフィドルの演奏風景(2004年アンスト島)

トムは81歳の誕生日の5週間後の1991年9月20日、ラーウィックのMontfield Hospitalで亡くなった。
彼の生涯において彼は何百ものフィドル奏者を教えた。今日その弟子たちの子供の世代がシェトランドの学校の音楽の場に来ており、同時にアリ・ベイン始め多くのフィドラーが世界中で名声を得ている。 
トムのことを記憶している生徒は当時の彼のことを、口やかましく興奮しがちである一方、親切で、楽しく、辛抱強く、寛容でだったと（全くの一個人の印象ではあるが）想い返している。
より広く、シェトランドの音楽界では、彼は1981年に開かれたシェトランド初のフォークフェスティヴァル(Folk Festival)の原動力となり、それにインスピレーションを受けた人々によってアコーディオン＆フィドル・フェスティヴァル(Accordion & Fiddle Festival、1988年頃開始)、ブルース・フェスティヴァル(Shetland Blues Festival、2004年から開催)、ギター・フェスティヴァル(Shetland Guitar Festival、2005年から開催)、フィドル・フレンジー(Shetland Fiddle Frenzy、2004年初回開催のフィドルのサマースクール)といったフェスティヴァルが始められ、学校でのフィドルの授業はギターや木管楽器、金管楽器、打楽器、そしてアコーディオンの指導にも広がった。
彼の著作権は、シェトランド音楽の伝統と文化の保護と発展におけるトムの更なる夢の追及を目的としたシェトランド音楽遺産信託財団(Shetland Musical Heritage Trust)に資金を提供している。
財団は死没当時に未出版であったトムの書いた200以上のチューンを出版するため Hardie Pressと契約を結び、そのチューンは The Tom Anderson Collection と題され、3巻に分けて出版された。
没後の2010年にはスコットランド民俗音楽推進団体のHands Up for Tradによって、スコットランド伝統音楽殿堂入り( Scottish Traditional Music Hall of Fame )として表彰された。

## ディスコグラフィー
- Eftir Da Humin (Words And Music Of Shetland)、Waverley (1960年、シェトランド民俗協会によるオムニバスアルバム。半数のトラックのバンド演奏にリーダーとして参加)
- Scottish Violin Music - Volume 2、Waverley (1963年)
- The Silver Bow - Shetland Folk Fiddling Vol.1、トピック(en:Topic Records) (1976年、アリ・ベインとの師弟共演)
- Shetland Folk Fiddling Vol 2、トピック (1978年、アリ・ベインとの師弟共演)
- Ringing Strings - Fiddle Music Of Norway/Shetland、トピック (1983年、ノルウェーとシェトランドのフィドル音楽のオムニバスアルバム。3トラックでノルウェーのフィドル奏者であるBuen兄弟（en:Hauk Buenおよびen:Knut Buen）との共演として参加。)
- Shetland Fiddle Music
- The Silver Bow、トピック TSCD469 (1993年)

「Shetland Folk Fiddling」と題され1976年および1978年にそれぞれリリースされた2つのアルバムのCD化。